# Erica latifolia
Erica latifolia är en ljungväxtart som beskrevs av Gábor Gabriel Andreánszky. Erica latifolia ingår i släktet klockljungssläktet, och familjen ljungväxter. Inga underarter finns listade i Catalogue of Life.